# Kopparbergs Bryggeri
Kopparbergs Bryggeri ("Brouwerij Kopparberg") is een bierbrouwerij en ciderproducent in de Zweedse plaats Kopparberg.

## Geschiedenis
De brouwerij werd opgericht in 1882 door een groep kleine zelfstandige bierbrouwers uit Bergslagen en produceerde oorspronkelijk enkel Svagdricka, een traditioneel Zweeds bier. In 1945 werd op de huidige plaats een nieuwe brouwerij gebouwd die in 1988 werd overgenomen door een Zwitsers bedrijf dat in 1993 failliet ging. De brouwerij werd in maart 1994 gekocht door de broers Peter en Dan-Anders Bronsman. Ze bouwden, samen met de bankdirecteur Per-Olof Olsson en brouwer Wolfgang Voigt de brouwerij opnieuw op. In oktober datzelfde jaar kwamen hun eerste producten op de markt, net op tijd voor het “Stockholm bierfestival”. In 1995 werd de brouwerij zwaar getroffen door een brand maar opnieuw opgebouwd. In 1996 werd begonnen met de productie van zoete cider, een commercieel succes. Kopparbergs cider is momenteel de meest verkochte en uitgevoerde cider van Zweden, met export naar meer dan dertig landen.
In de jaren de eeuwwisseling werden een aantal noodlijdende Zweedse brouwerijen opgekocht: Sofiero Bryggeri te Laholm (2000), Zeunerts Bryggeri te Sollefteå (2002) en Banco Bryggeri te Skruv (2002).
In juni 2013 werd een samenwerkingsakkoord aangegaan met SABMiller voor de exclusieve distributie van cider op buitenlandse markten waaronder Australië. Kopparbergs was in 2004 uitgegroeid tot de tweede grootste leverancier van de Systembolaget van cider (23,7 % van de omzet) en bier (18,7% van de omzet).

## Producten

### Bieren
- Fagerhult
- Sofiero Original
- Zeunerts
- Höga Kusten

### Ciders
- Kopparberg premium cider Pear
- Kopparberg premium cider Naked Apple
- Kopparberg premium cider Elderflower & Lime
- Kopparberg premium cider Strawberry & Lime
- Kopparberg ekologisk cider Äpple